# Вінігес Сполетський
Вінігес або Вінічіс (лат. Winigisus; †822), у 789—822 герцог Сполетський. За походженням франк, який за наказом Карла Великого у 788 був посланий з франкським військом до Італії та очолив об'єднану армію Гільдепранда Сполетського і Грімоальда III Беневентського для боротьби з візантійським військом.
Переміг греків в Апулії та, після смерті Гільдепранда, був призначений Карлом Великим герцогом Сполетським.
Вінігес був втягнутий у війну з Грімоальдом Беневентським, який під час облоги Луцери у 802 році захопив герцога в полон. Вінігес був звільнений з полону в 803 році.
У 815 році, коли папа Римський Лев III був при смерті, Вінігес прибув до Рима й придушив заворушення населення.
У 822 році Вінігес зрікся престолу і постригся у ченці.